# Consiglio esecutivo (Canada)
I Consigli esecutivi delle province e dei territori del Canada sono gli organi costituzionali diretti dal luogotenente governatore di una provincia o dal commissario di un territorio.
Per le province, essi sono i seguenti:
- : Consiglio esecutivo dell'Alberta
- : Consiglio esecutivo della Columbia Britannica
- : Consiglio esecutivo del Manitoba
- : Consiglio esecutivo di Terranova e Labrador
- : Consiglio esecutivo del Nuovo Brunswick
- : Consiglio esecutivo del Québec
- : Consiglio esecutivo della Nuova Scozia
- : Consiglio esecutivo dell'Ontario
- : Consiglio esecutivo dell'Isola del Principe Edoardo
- : Consiglio esecutivo del Saskatchewan

Per i territori si hanno quindi:
- : Consiglio esecutivo del Nunavut
- : Consiglio esecutivo dei Territori del Nord-Ovest
- : Consiglio esecutivo dello Yukon

Il consiglio esecutivo federale non è chiamato ufficialmente consiglio esecutivo, ma Consiglio privato della Regina per il Canada.